# Epidendrum lesteri
Epidendrum lesteri är en orkidéart som beskrevs av Eric Hágsater och Dodson. Epidendrum lesteri ingår i släktet Epidendrum och familjen orkidéer. Inga underarter finns listade i Catalogue of Life.